# Challengers Baseball Club Zürich
 (septembre 2023).
Le Challengers Baseball Club Zürich est un club suisse de Baseball évoluant en NLA.

## Histoire
Le club est fondé en 1980. À partir de 1982 il participe à la NLA.

## Palmarès
- Champion de Suisse: 1982, 1983, 1986, 1998, 1999, 2000, 2002, 2004.